# Coenosia sponsa
Coenosia sponsa este o specie de muște din genul Coenosia, familia Muscidae, descrisă de Xue și Tong în anul 2004. Conform Catalogue of Life specia Coenosia sponsa nu are subspecii cunoscute.